# Виталий Хмелницки
Виталий Хмелницки (на украински: Віталій Хмельницький; на руски: Виталий Хмельницкий) е съветски футболист и треньор. Почетен майстор на спорта на СССР (1963).

## Кариера
Започва футболната си кариера в Азовстал. През 1962 г. преминава в Шахтьор Донецк.
След 2 години, поради настойчивото желание на ЦСКА Москва да вземе играча в отбора, решава да се премести в Динамо Киев. В Динамо става четири пъти шампион на СССР.
За националния отбор на СССР между 1965 и 1971 г. изиграва 20 мача и вкарва 7 гола. Участник на Световната купа през 1970 г. На Мондиал 1966 не играе, защото не е подходящ за тактическата постройка на треньора Николай Морозов. Вместо Хмелницки, друг играч на Динамо Киев, Валерий Поркуян е повикан.
Хмелницки работи като старши треньор на Гранит Черкаси (1973-1974 г.) и Кривбас (1978-1979).

## Отличия

### Отборни
Динамо Киев
- Съветска Висша лига: 1966, 1967, 1968, 1971
- Купа на СССР по футбол: 1964, 1966